# Chimarra demeter
Chimarra demeter is een schietmot uit de familie Philopotamidae. De soort komt voor in het Oriëntaals gebied.